# 23-й саміт G8

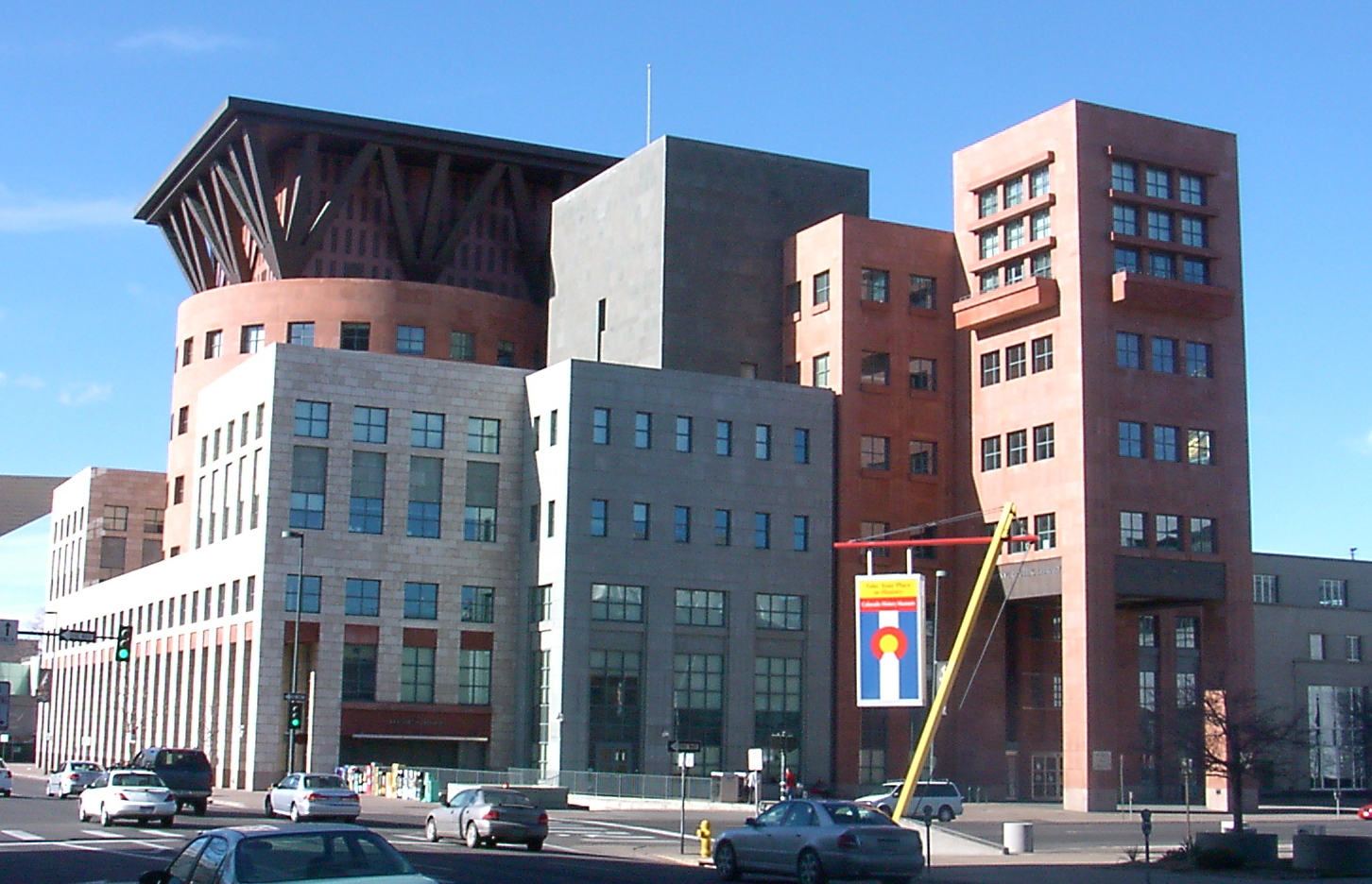
Публічна бібліотека в Денвері

23-й саміт Великої вісімки — зустріч на вищому рівні керівників держав Великої вісімки, проходив 20-22 червня 1997 року в місті Денвер (Колорадо, США). На саміті розглядались питання зайнятості, боротьби з міжнародною організованою злочинністю, глобальні економічні питання, включаючи кризу в Південно-Східній Азії.
Це був перший саміт, в якому узяла участь Росія. Росія, як учасник саміту, не брала участь в короткій зустрічі «сімки», присвяченій обговоренню фінансових проблем.

## Учасники
| Core G7 members   |                   |                 |                 |
| Учасник           | Учасник           | Представляє     | Посада          |
| Канада            | Канада            | Жан Кретьєн     | Прем'єр-міністр |
| Франція           | Франція           | Жак Ширак       | Президент       |
| Німеччина         | Німеччина         | Гельмут Коль    | Канцлер         |
| Італія            | Італія            | Романо Проді    | Прем'єр-міністр |
| Японія            | Японія            | Хасімото Рютаро | Прем'єр-міністр |
| Велика Британія   | Велика Британія   | Тоні Блер       | Прем'єр-міністр |
| США               | США               | Білл Клінтон    | Президент       |
| Європейський Союз | Європейський Союз | Вім Кок         | Президент ЄС    |
| Росія             | Росія             | Борис Єльцин    | Президент       |